# مستكشف الملفات
مستكشف الملفات (بالإنجليزية File Explorer)، سابقًا مستكشف ويندوز (بالإنجليزية Windows Explorer) هو تطبيق لإدارة الملفات يأتي ضمن إصدرات نظام التشغيل مايكروسوفت ويندوز ابتداءً من الإصدار ويندوز 95. وهو يوفر واجهة مستخدم رسومية للوصول إلى الملفات المخزنة ولإنشاء المجلدات والقيام بمهام عديدة مختلفة لإدارتها. وهو أيضا المكون المسؤول في النظام عن عرض واجهة المستخدم على الشاشة، وتمكين المسخدم من التحكم بالحاسوب. يطلق عليه أحياناً صدفة ويندوز (Windows Shell) أو ببساطة المستكشف (Explorer).

## نظرة عامة
ضُمِّن مستكشف الويندوز لأول مرة في نظام التشغيل Windows 95 كبديل لمدير الملفات السابق Windows 3.x . يمكن بدأ البرنامج بالضغط المزدوج على
أيقونة جهاز الكمبيوتر My Computeer أو بالضغط من لوحة المفاتيح على زر الويندوز بالإضافة لمفتاح E معاً، وبعدها تفتح نافذة المستكشف لإستعراض الأجهزة المرتبطة كالقرص الصلب وتقسيماته ومشغل الأقراص وغيرها من الأجهزة المرتبطة، ويتيح المستكشف الولوج لهذه الأجهزة وإنشاء وإدارة الملفات والمجلدات فيه.
في حين أن مصطلح (مستكشف الويندوز) يستخدم عادةً لوصف تطبيق إدارة الملفات في نظام التشغيل، إلا أن المستكشف يضم وظائف أخرى كالبحث عن أنواع
وامتدادات الملفات، ومسؤول أيضاً عن استعراض أيقونات سطح المكتب وقائمة إبدأ وشريط المهام ولوحة التحكم، وكل هذه الوظائف مجتمعة تسمى صدفة الويندوز .